# Alfonso Archi
Alfonso Archi (* 17. November 1864 in Faenza; † 4. Dezember 1938 ebenda) war ein italienischer Geistlicher, Theologe, Autor, Bischof von Como und Erzbischof von Cesena.

## Leben
Alfonso war tief in den kirchlichen Disziplinen bewandert, begünstigt durch sein meditatives Wesen. Papst Pius X. ernannte ihn zum Bischof von Como und er übernahm am 6. Januar 1906 die Leitung des Bistums. Obwohl er gesundheitlich angeschlagen war, führte er eine erste Pastoralvisite in der gesamten Diözese durch, spendete dann häufig die Firmung im Dom zu Como und schickte freundliche und hilfsbereite Prälaten in die Pieven.
Er trat nur selten öffentlich auf, war aber in der Diözese mit Schriften präsent, die durch die überzeugte Religiosität, die sie beseelte, prägnant und wirksam waren: Er wandte sich gegen jede Theorie, die auch nur im Entferntesten den Beigeschmack des Modernismus hatte. Bemerkenswert sind: Di ritorno (1909), Tagebuch der Pilgerreise ins Heilige Land; La vita dell’al di là (1910), ein Pastoralbrief über die Unsterblichkeit der Seele und das Leben nach dem Tod; La libertà cristiana (1913), in dem er die Unabhängigkeit der Kirche von jeglicher menschlicher Macht fordert. In diesem Zusammenhang ist auch ein Hirtenschreiben vom 19. Juni 1914 zu sehen, in welchem er die aktuelle Situation in der deutschen Zentrumspartei kritisiert. Wochenlang wird das Schreiben in den deutschen Zeitungen und der Politik diskutiert und veranlasst diplomatische Schritte zwischen deutschen und vatikanischen Diplomaten. Auch polarisiert in der Zentrumspartei und den interkonfessionellen Gewerkschaften in Deutschland integrale und modernistische Strömungen.  Mit seiner Ankunft in Como im Jahr 1906 kamen die Figlie della Carità des Heiligen Vinzenz von Paul, die unter den armen Bevölkerungsschichten sehr aktiv waren. Am 25. Oktober 1915 veranstaltete Archi unter der Leitung von Kardinal Andrea Carlo Ferrari das feierliche Begräbnis für den Servo di Dio, Luigi Guanella, an dem die höchsten Behörden und Tausende von Bewunderern und Begünstigten aus ganz Italien und dem Ausland teilnahmen.
Das wichtigste Anliegen von Bischof Archi war jedoch immer das innere Leben, das er von den Priestern und durch sie vom christlichen Volk gelebt wissen wollte. Zu diesem Zweck förderte er monatliche esercizi des Klerus, an denen er häufig als Lehrer teilnahm. Zu dieser Zeit lebte im Kloster der Visitation in Como Schwester Benigna Consolata Ferrero (1885–1916), die von Gott mit mystischen Gaben und himmlischen Visionen begünstigt wurde. Archi verfolgte die außergewöhnliche Geschichte aufmerksam und bearbeitete die Sammlung der zahlreichen Schriften für den Diözesanprozess des Dieners Gottes, der 1925 abgeschlossen wurde. Alfonso errichtete vier neue Pfarreien in der Stadt (San Giuliano, San Rocco, San Salvatore und San Bartolomeo nelle Vigne) und neun weitere in der Diözese; er widmete sich der Organisation der verschiedenen Zweige der Katholischen Aktion gemäß den neuen, von Papst Pius XI. erlassenen Verordnungen (1923). Im Jahr 1925 verzichtete er auf den von Faenza entsandten Stuhl, während er zum Titularerzbischof von Dara 16. November 1925 ernannt wurde und die Leitung der Diözese Cesena übernahm. Er veranlasste jedoch, dass sein Leichnam in San Giorgio di Como beigesetzt wurde.